# الطاقة في ألمانيا

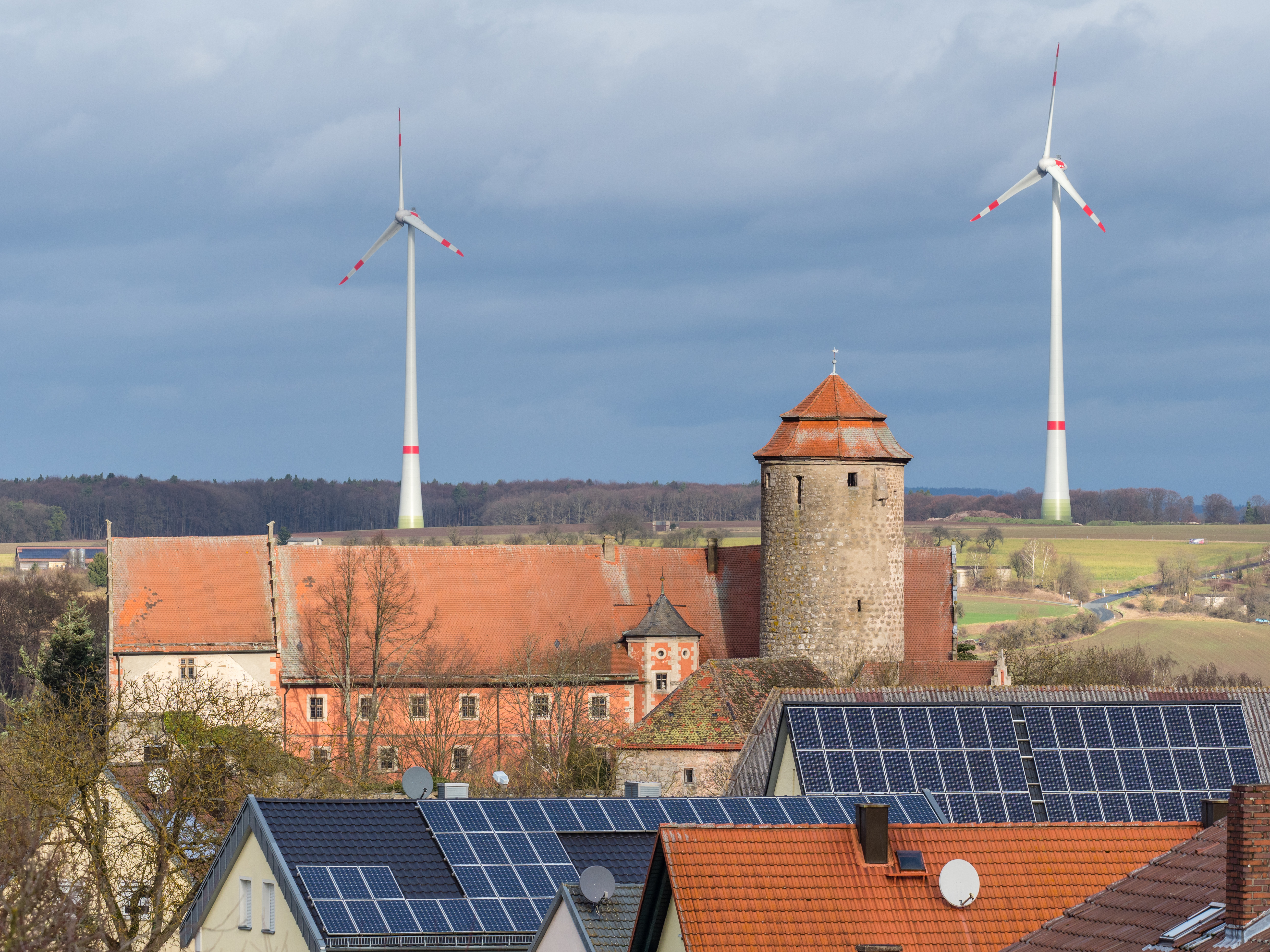
طواحين الهواء والألواح الشمسية في قلعة ليسبرغ في ألمانيا

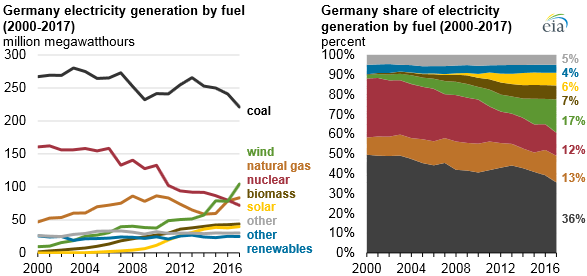
التغيرات في مصادر الكهرباء في ألمانيا، 2000-2017

يتم الحصول على الطاقة في ألمانيا بشكل أساسي من الوقود الأحفوري، تليها الطاقة النووية والكتلة الحيوية (الخشب والوقود الحيوي) والرياح والطاقة المائية والطاقة الشمسية.
الاقتصاد الألماني كبير ومتطور، حيث يحتل المرتبة الرابعة في العالم من حيث الناتج المحلي الإجمالي. ألمانيا احتلت المرتبة السادسة في الاستهلاك العالمي للطاقة بين عامي 2004 و 2007. كانت ألمانيا أكبر مستهلك للكهرباء في أوروبا في عام 2002 ؛ بلغ استهلاك الكهرباء في تلك السنة 512.9 تيراوات ساعة. في عام 2013، بلغ إنتاج الكهرباء في ألمانيا 631.4 تيراواط ساعة.
أساس سياسات الطاقة في ألمانيا هو «الانتقال الطاقي». تعتزم ألمانيا القضاء على الاستخدام الحالي للطاقة النووية بحلول عام 2022. قام المشغلون بالفعل بإغلاق المصانع قبل الموعد المحدد لتقاعدها عن الخدمة. من المفترض أن الوقود الأحفوري، وطاقة الرياح، والطاقة الشمسية، والوقود الحيوي، والمحافظة على الطاقة ستكون أمور كافية لتعويض الطاقة المُستخلصة من الطاقة النووية. وتشمل هذه السياسة التخلص التدريجي من الطاقة النووية، والتعويض التدريجي للوقود الأحفوري بالطاقة المتجددة.

## نظرة عامة
|                       | تعداد السكان (مليون نسمة) | الطاقة الأولية (تيرا) | الإنتاج (تيرا) | الاستيراد (تيرا) | الكهرباء (تيرا) | انبعاثات CO2 (ميغا طن) |
| --------------------- | ------------------------- | --------------------- | -------------- | ---------------- | --------------- | ---------------------- |
| 2004                  | 82.5                      | 4048                  | 1582           | 2509             | 580             | 849                    |
| 2007                  | 82.3                      | 3853                  | 1594           | 2344             | 591             | 798                    |
| 2008                  | 82.1                      | 3899                  | 1560           | 2453             | 587             | 804                    |
| 2009                  | 81.9                      | 3705                  | 1478           | 2360             | 555             | 750                    |
| 2010                  | 81.8                      | 3807                  | 1528           | 2362             | 590             | 762                    |
| 2012                  | 81.8                      | 3626                  | 1444           | 2315             | 579             | 748                    |
| 2012R                 | 81.9                      | 3635                  | 1435           | 2321             | 585             | 755                    |
| 2013                  | 82.1                      | 3694                  | 1400           | 2411             | 576             | 760                    |
| نسبة التغير 2004-2010 | -0.9٪                     | -5.9٪                 | -3.4٪          | -5.9٪            | 1.7٪            | -10.3٪                 |
|                       |                           |                       |                |                  |                 |                        |

## استهلاك الطاقة

بيانات استهلاك الوقود الأحفوري في ألمانيا بما في ذلك الشرق والغرب مجتمعين من 1980 إلى 2011 مستخلصة من بيانات تقييم الأثر البيئي. انخفض استخدام الفحم بشكل كبير بعد إعادة التوحيد..

ألمانيا هي سادس أكبر مستهلك للطاقة في العالم. تستورد ألمانيا أكثر من نصف طاقتها. على سبيل المثال، ألمانيا هي خامس أكبر مستهلك للنفط في العالم. تستورد ألمانيا نفطها من روسيا والنرويج والمملكة المتحدة، بهذا الترتيب.
ألمانيا هي أيضا أكبر مستورد للغاز الطبيعي في العالم. أكثر من 22.6٪ من استخدام الطاقة الأولية يأتي من الغاز. تستورد ألمانيا الغاز من هولندا والنرويج. ومع ذلك، فإن ألمانيا تستورد أيضا الغاز من روسيا عبر نورد ستريم. في عام 2016، استوردت ألمانيا 49.8 مليار متر مكعب من الغاز من غازبروم. في عام 2016 تم افتتاح محطة في إمدن مخصصة للغاز المُستورد من النرويج.
بسبب مخزونها الغني من الفحم، فإن ألمانيا لديها تقليد طويل في استخدام الفحم. حيث تعد رابع أكبر مستهلك للفحم في العالم. تعدين الفحم المحلي قد تم التخلص منه بالكامل تقريبا. ذلك لأن الفحم الألماني أغلى بكثير من الفحم المُستخرج من الصين أو أستراليا. تمتلك ألمانيا أكبر سوق للكهرباء في أوروبا.

## إنتاج الكهرباء

بيانات إنتاج الكهرباء في ألمانيا، بما في ذلك الشرق والغرب مجتمعين منذ عام 1980 مستخلصة من بيانات تقييم الأثر البيئي (EIA).

### الفحم

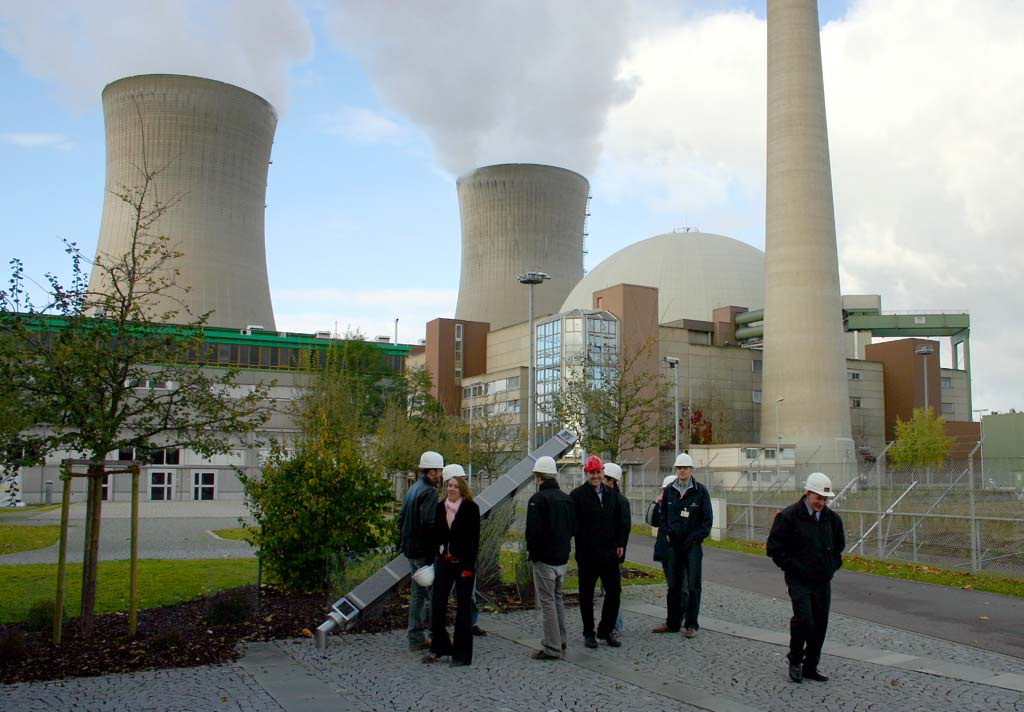
محطة غرافينهينفيلد لتوليد الكهرباء

الفحم هو أكبر مصدر للكهرباء في ألمانيا. اعتبارًا من 2016، حوالي 40٪ من الكهرباء في البلاد يتم توليدها من الفحم. انخفض الرقم بشكل طفيف عن عام 2013، عندما شكل الفحم حوالي 45٪ من إنتاج الكهرباء في ألمانيا (19٪ من الفحم الصلب و 26٪ من الفحم الحجري).
ألمانيا هي أيضا منتج رئيسي للفحم. يتم استخراج اللجنيت في أقصى المناطق في غرب وشرق البلاد، وخاصة في مناطق شمال الراين-وستفاليا وساكسونيا وبراندنبورغ. يتم استخراج الفحم القاري فيشمال الراين-وستفاليا وسارلاند.
في 26 يناير2019، توصلت مجموعة من قادة الولايات، بالإضافة إلى ممثلي قطاع الصناعة ونشطاء البيئة والعلماء إلى اتفاق لإغلاق جميع مصانع الفحم الـ84 في البلاد بحلول عام 2038. من المتوقع أن تكلف هذه الخطوة 40 مليار € كتعويض للشركات التي سيتم إقفالها. تم استخدام الفحم لتوليد ما يقرب من 40٪ من الكهرباء في البلاد في عام 2018، ومن المتوقع أن تحل محله الطاقة المتجددة. من المقرر إغلاق 24 مصنعا للفحم بحلول عام 2022 مع إغلاق جميع المصانع عدا 8 مصانع بحلول عام 2030. من المتوقع أن يتم تقييم الموعد النهائي للإغلاق كل 3 سنوات.

### طاقة متجددة
زادت حصة الكهرباء المنتجة من الطاقة المتجددة في ألمانيا من 6.3 في المائة من الإجمالي الوطني في عام 2000 إلى أكثر من 25 في المائة في النصف الأول من عام 2012. نما سوق الطاقة المتجددة في ألمانيا من 0.8 مليون عميل سكني في عام 2006 إلى 4.9 مليون عميل في عام 2012، أو 12.5٪ من الأسر في البلاد. في عام 2011، اشترى السكان 15 تيراوات ساعة (TWh) من الطاقة الخضراء، واشترى العملاء التجاريون 10.3 تيراوات ساعة أخرى. ارتفعت حصة الطاقة المتجددة من إجمالي استهلاك الكهرباء من 10٪ في عام 2005 إلى 20٪ في عام 2011. كانت مصادر الكهرباء المتجددة الرئيسية في النصف الأول من عام 2012 : طاقة الرياح 36.6٪، الكتلة الحيوية 22.5٪، الطاقة الكهرومائية 14.7٪، الخلايا الكهروضوئية (الطاقة الشمسية) 21.2٪ والنفايات الحيوية 3.6٪.
في عام 2010، تم استثمار ما مجموعه 26 مليار يورو في قطاع الطاقة المتجددة في ألمانيا. تنفق ألمانيا حوالي 20 مليار يورو سنويا لدعم الطاقة المتجددة. وفقًا للأرقام الرسمية، تم توظيف حوالي 370,000 شخص في ألمانيا في قطاع الطاقة المتجددة في عام 2010، وخاصة في الشركات الصغيرة والمتوسطة. هذا يمثل زيادة بنحو 8 في المائة مقارنة بعام 2009 (حوالي 339,500 وظيفة)، وأكثر من ضعف عدد الوظائف في عام 2004 (160,500). يعزى حوالي ثلثي هذه الوظائف إلى قانون مصادر الطاقة المتجددة.
في النصف الأول من عام 2012، تم إنتاج 25.1٪ من إمدادات الكهرباء في ألمانيا من خلال مصادر الطاقة المتجددة، وهي نسبة أكثر من الكهرباء التي تولدها محطات الطاقة النووية.
في نهاية عام 2011، بلغ إجمالي الطاقة المتراكمة المثبتة 65.7 جيغا وات. على الرغم من أن ألمانيا لا تتمتع بمناخ مشمس حقا، إلا أن الطاقة الكهروضوئية الشمسية تُستخدم على نطاق واسع (4٪ من الاحتياجات السنوية من الكهرباء). في 25 مايو 2012، وصلت الطاقة الشمسية إلى رقم قياسي جديد بتوفيرها ل22 جيجاواط (وهي كمية يمكن أن ينتجها 20 مفاعلًا نوويا) في شبكة الطاقة الألمانية، أي تلبية 50٪ من الطلب على الكهرباء في منتصف اليوم في ذلك اليوم.
في عام 2016، وصلت نسبة توليد الكهرباء من مصادر الطاقة المتجددة إلى 29.5٪. مصادر الطاقة المتجددة مصدر مهم للطاقة في ألمانيا، لكن يبقى الفحم عاملا مهما بحيث يغطي 40.1٪ من إجمالي الإنتاج. كانت الرياح المصدر الرئيسي بنسبة 12.3٪، تليها الكتلة الحيوية بنسبة 7.9٪ والطاقة الشمسية الكهروضوئية بنسبة 5.9٪.

### الطاقة المستدامة
في سبتمبر 2010، أعلنت الحكومة الألمانية عن سياسة جديدة للطاقة جاءت بالأهداف التالية:
- تخفيض انبعاثات ثاني أكسيد الكربون بنسبة 40٪ عن مستويات عام 1990 بحلول عام 2020 و 80٪ عن مستويات عام 1990 بحلول عام 2050.
- زيادة حصة الطاقة المتجددة في إجمالي استهلاك الطاقة إلى 18٪ بحلول عام 2020، و 30٪ بحلول عام 2030 و 60٪ بحلول عام 2050.
- زيادة حصة الطاقة المتجددة في إجمالي استهلاك الكهرباء إلى 35٪ بحلول عام 2020 و 80٪ بحلول عام 2050.
- زيادة كفاءة الطاقة الوطنية عن طريق خفض استهلاك الكهرباء بنسبة 50٪ عن مستويات عام 2008 بحلول عام 2050.

صنفت فوربس الألماني ألويس فوبين (3 مليار دولار) مؤسس شركة إنيركون، كأغنى شخص في مجال الطاقة في ألمانيا (طاقة الرياح) في عام 2013.